# Liste der Kulturgüter in Zumikon
Die Liste der Kulturgüter in Zumikon enthält alle Objekte in der Gemeinde Zumikon im Kanton Zürich, die gemäss der Haager Konvention zum Schutz von Kulturgut bei bewaffneten Konflikten, dem Bundesgesetz vom 20. Juni 2014 über den Schutz der Kulturgüter bei bewaffneten Konflikten sowie der Verordnung vom 29. Oktober 2014 über den Schutz der Kulturgüter bei bewaffneten Konflikten unter Schutz stehen.
Objekte der Kategorie A sind im Gemeindegebiet nicht ausgewiesen, Objekte der Kategorie B sind vollständig in der Liste enthalten, Objekte der Kategorie C fehlen zurzeit (Stand: 1. Januar 2022). Unter übrige Baudenkmäler sind weitere geschützte Objekte zu finden, die im Verzeichnis der Objekte von überkommunaler Bedeutung der kantonalen Denkmalpflege zu finden und nicht bereits in der Liste der Kulturgüter enthalten sind.

## Kulturgüter
| Foto |                                                    | Objekt                               | Kat. | Typ | Standort                                                                                             | Beschreibung |
| ---- | -------------------------------------------------- | ------------------------------------ | ---- | --- | --- | ------------ |
| ja   | Datei hochladen · Wikidata zu Seldwyla (Q63198569) | Wohnsiedlung Seldwyla KGS-Nr.: 16638 | B    | G   | Am Platz 1–6, Untergasse 2–14,Tobelgasse 2–12, Tobelmülistrasse 12–36, Obergasse 1–6 689604 / 242309 |              |

## Übrige Baudenkmäler
| ID       | Foto |                 | Objekt                       | Kat.    | Typ | Standort                              | Beschreibung |
| -------- | ---- | --------------- | ---------------------------- | ------- | --- | ------------------------------------- | ------------ |
| 16000068 | ja   | Datei hochladen | Ehemaliges Bauernwohnhaus    | B reg.  | G   | Unterdorfstrasse 22 689609 / 242850   |              |
| 16000090 | ja   | Datei hochladen | Reformierte Kirche           | B kant. | G   | Unterdorfstrasse 689541 / 242956      |              |
| 16000199 |      | Datei hochladen | Reihenwohnhaus, Altbauteil 2 | C       | G   | Gössikerstrasse 9 688926 / 243011     |              |
| 16000406 |      | Datei hochladen | Atelierhaus                  | B reg.  | G   | Küsnachterstrasse 41 688664 / 242866  |              |
| 16000407 | ja   | Datei hochladen | Atelierhaus                  | B reg.  | G   | Küsnachterstrasse 43 688636 / 242856  |              |
| 16000408 |      | Datei hochladen | Atelierhaus                  | B reg.  | G   | Küsnachterstrasse 45 688608 / 242848  |              |
| 16000414 |      | Datei hochladen | Atelierhaus, Nebengebäude    | B reg.  | G   | Küsnachterstrasse 41a 688673 / 242853 |              |
| 16000415 |      | Datei hochladen | Atelierhaus, Nebengebäude    | B reg.  | G   | Küsnachterstrasse 43a 688646 / 242843 |              |
| 16000416 |      | Datei hochladen | Atelierhaus, Nebengebäude    | B reg.  | G   | Küsnachterstrasse 45a 688615 / 242831 |              |

Hinweise zur Legende in dieser Liste:
- Anstelle der KGS-Nummer wird als Objekt-Identifikator (ID) die Inventarnummer im Verzeichnis der Objekte von überkommunaler Bedeutung des kantonalen Denkmalschutzamtes verwendet.
- Bei den Kategorien wird wie folgt unterschieden: B kant. = Objekt von kantonaler Bedeutung (Kanton Zürich); B reg. = Objekt von regionaler Bedeutung (Kanton Zürich)